# Кампания в Мексиканском заливе (1779—1782)
Кампания в Мексиканском заливе (исп. Campaña de la Costa del Golfo) или испанское завоевание Западной Флориды — ряд испанских военных операций в ходе глобального британо-французского конфликта и американской революционной войны, направляемых главным образом губернатором испанской Луизианы, Бернардо де Гальвесом (исп. Bernardo de Gálvez), при эпизодическом содействии французов. Он начал с операций против британских позиций на реке Миссисипи вскоре после вступления и Испании в войну в 1779 году. Гальвес завершил завоевание Западной Флориды в 1781 году успешной осадой и штурмом Пенсаколы. Местные британские силы только реагировали на действия испанцев и изредка проявляли инициативу, организуя собственные контр-вторжения.

## Силы сторон
В Мексиканском заливе испанцы обладали явным превосходством над англичанами в сухопутных силах. К тому же, последние должны были помнить о защите более важных вест-индских владений. На все это к началу кампании у них имелось 3 регулярных полка (в общей сложности 1909 человек); остальные силы приходилось мобилизовать на местах.
Но на море было примерное равенство в боевых кораблях, если не в транспортах. Теоретически, это позволяло англичанам перехватывать экспедиции вторжения и предотвращать захваты — при условии, что они вовремя получали данные разведки и готовы были действовать активно. На деле же, постоянно озабоченные защитой Вест-Индии и торговли, включая два крупных сезонных конвоя в Англию и обратно, они приняли в основном пассивную стратегию. Линейный флот действовал сам по себе и активно вмешивался только в Вест-Индии, при появлении флотов союзников. Участие американских колонистов в этой кампании происходило всегда под чужим флагом. Так, перерегистрированные приватиры официально считались испанскими (или французскими), а на суше ополченцы вливались в испанские части.

## Накануне кампании
Испания официально вступила американскую войну 8 мая 1779 года, с формальным объявлением войны королём Карлосом III. За этой прокламацией последовала ещё одна от 8 июля, которой он санкционировал участие своих колониальных подданных в военных действиях против англичан. Французская помощь ожидалась минимальная. Главной из официальных целей вступления в войну было объявлено возвращение испанских владений или, по словам прокламации, «вычистить англичан из Америки», которую испанцы традиционно рассматривали как свою вотчину. Второй целью была заявлена борьба с нелегальной деятельностью иностранцев (читай, британцев) — контрабандной торговлей, вырубкой тропического леса и конечно, приватирством. Обе цели сводились к общей причине: Испания несла всю тяжесть расходов по поддержанию колониальной империи, и постоянно стремилась увеличить финансовую отдачу.
Когда Бернардо де Гальвес, колониальный губернатор Луизианы, 21 июля получил из Испании эти новости, он сразу же тайно начал планировать наступательные операции. Гальвес, готовившийся к возможной войне с апреля, перехватил британское сообщение из Пенсаколы, которое указывало, что англичане планируют внезапное нападение на Новый Орлеан, и решил атаковать первым. С этой целью он скрыл получение второй прокламации.

## Нижнее течение Миссисипи
27 августа Гальвес двинулся по суше к Батон-Руж, во главе отряда из 520 регулярной пехоты, в том числе около двух третей свежих новобранцев, 60 ополченцев, 80 свободных негров и мулатов и 10 американских добровольцев во главе с Оливером Поллоком. По мере продвижения вверх по реке, его силы выросли ещё на 600 человек, в том числе индейцев и франко-акадцев. На пике его силы насчитывали более 1400 человек, но их число сократилось на несколько сот из-за тягот похода, раньше чем они добрались до форта Бют.
На рассвете 7 сентября эти силы атаковали форт Бют, полуразрушенный, оставшийся от франко-индейской войны, который защищал чисто номинальный гарнизон. После короткой перестрелки, в которой один немец был убит, большая часть гарнизона сдалась. 6 человек избежали плена, пробились в Батон-Руж, и уведомили британские войска о захвате форта.
10 сентября шхуна Morris (бывшая британская Rebecca) после упорного боя взяла на абордаж патрулировавший озеро Поншартрен тендер HMS West Florida. Он был единственным представителем Королевского флота под Новым Орлеаном. После этого осада Батон-Руж превратилась в чисто сухопутную операцию, что было только на руку испанцам.
Отдохнув несколько дней, Гальвес двинулся на Батон-Руж, находящийся всего в 15 милях от Форт-Бют. Когда 12 сентября Гальвес прибыл под Батон-Руж, он обнаружил форт Нью-Ричмонд с гарнизоном более 400 регулярных войск и 150 ополчения под общим командованием подполковника Александра Диксона. После девяти дней осады Диксон сдался.
Гальвес требовал и получил свои условия капитуляции, включая сдачу 80 человек регулярных войск в форту Панмюр (современный Натчез (Миссисипи)), хорошо укрепленной позиции, которую Гальвесу трудно было бы взять силой. На следующий день Диксон сдал 375 регулярных войск; ополчение Диксона было разоружено и отправлено по домам. Затем Гальвес отправил отряд из 50 человек, чтобы взять под контроль Панмюр. Он распустил собственные роты ополчения, оставил значительный гарнизон в Батон-Руж, и вернулся в Новый Орлеан с отрядом около 50 человек.

## Противодействие британцев

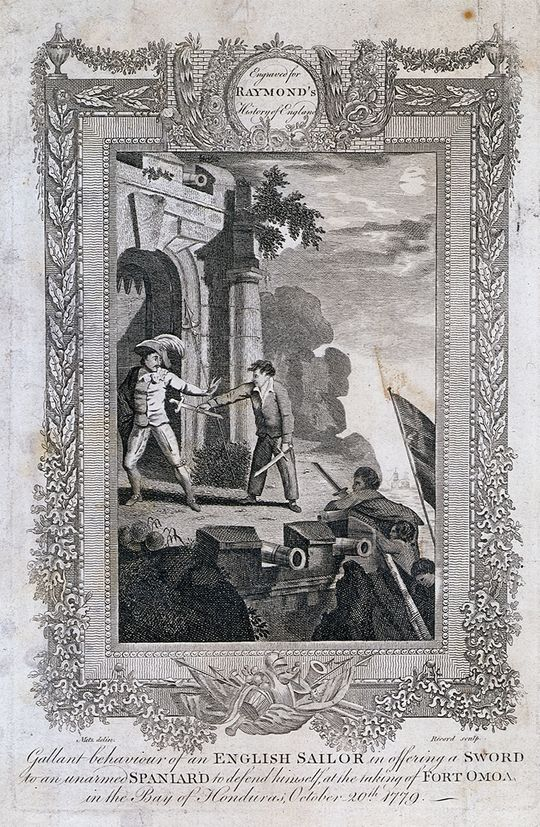
Легенда: Отважное поведение британского моряка, гравюра XVIII в

В сентябре 1779 года эскадра капитана Латтрелла (англ. James Luttrell), включая один 44-пушечный, 2 фрегата, один 20-пушечный и несколько мелких кораблей, сделала нападение на побережье Гондураса. С ним был небольшой отряд пехоты, несколько британских поселенцев из Белиза, и некоторое число индейцев Мескито, давних британских союзников, плюс его собственные моряки и морские пехотинцы.
После пары неудачных попыток (первая исключительно с моря) в ночь с 19 на 20 октября, при поддержке огнём с кораблей, был взят штурмом форт Омоа. Штурм был настолько эффективен, что всего двое убегавших испанцев были ранены, остальные сдались невредимыми. Он дал начало популярной легенде о джентльменском поведении одного британского матроса. Легенду охотно пересказывают историки, однако для неё так и не нашлось подтверждений. В гавани были взяты два испанских транспорта с ценностями примерно на 3 000 000 испанских талеров на борту. Поставленный в форту британский гарнизон, однако, было невозможно поддерживать, и месяц спустя он был эвакуирован.
Вторая попытка вторгнуться в Новую Испанию произошла в марте 1780 года, и была ещё менее успешна. Неудачно задуманное наступление вглубь современной Никарагуа вверх по реке Сан-Хуан выдохлось из-за крайне нездорового климата. Передовые испанские позиции, батарея на острове Бартола и форт Сан-Хуан-де-Консепсьон к 29 апреля были взяты, отчасти благодаря усилиям молодого капитана Нельсона, который сопровождал войска вверх по реке. Но к тому времени слишком многие умерли от лихорадки или дизентерии, так что даже с полученными подкреплениями наступать дальше было невозможно. 30 ноября британцы взорвали и покинули форт. К концу экспедиции болезни сократили их силы до 1/5 исходного состава. Испанцы овладели развалинами, что дало им повод заявить победу. На самом деле победа была в том, что конечная цель экспедиции — озеро Никарагуа — осталась недостижима.

## Мобил
В начале 1780 года Гальвес приступил к экспедиции по захвату Мобила, одного из двух крупных британских военных гарнизонов, ещё оставшихся в Западной Флориде (столица, Пенсакола, была вторым). Собрав 750 человек в Новом Орлеане, 11 января Гальвес вышел с конвоем на Мобил, и после задержки из-за шторма 9 февраля достиг бухты Мобила. 20 февраля к нему присоединились силы поддержки, 450 человек из Гаваны, но осадные действия начались только 1 марта. После 14 дней бомбардировки стены форта Шарлотта были пробиты, и его комендант, капитан Элиас Дарнфорд, сдался.
Гальвес попытался осенью 1780 года захватить Пенсаколу, но его экспедиция была рассеяна в результате мощного урагана. Остатки вернулись в Гавану и Новый Орлеан, и началось планирование новой экспедиции на 1781 год.
Когда война с Испанией стала неизбежна, Британские власти в городе Пенсакола попытались укрепить оборону Западной Флориды, но скудные ресурсы, выделяемые на Флориду означали, что генерал Джон Кэмпбелл, старший военачальник в Пенсаколе, мало что мог сделать, чтобы остановить Гальвеса. К концу 1780 он получил подкрепление, и сумел завербовать значительные силы местных индейцев для укрепления обороны. Гибель первой экспедиции Гальвеса подвигла генерала к попытке отбить Мобил. В январе 1781 года он направил по суше более 700 человек под командованием капитана вальдеков Иоганна фон Ханкслдена (нем. Johann von Hanxleden). Эти силы были разбиты при нападении на передовое укрепление Мобила, а капитан фон Ханкслден был убит. Нападение побудило испанские власти на Кубе усилить гарнизон Мобила.

## Пенсакола
Гальвес и испанские власти на Кубе снова предприняли экспедицию против Пенсаколы в феврале 1781 года. С силами, которые в конечном итоге дошли до 8000 человек Гальвес, при содействии испанских и французских кораблей, в первую очередь блокировал гавань Пенсаколы, а затем 9 марта начал осаду. 30 апреля испанцы успешно установили пушки, которые могли полностью простреливать главные укрепления Пенсаколы. 8 мая удачный выстрел попал в пороховой погреб в одном из внешних поясов обороны, и испанцы быстро этим воспользовались, захватив позицию. Считая своё положение безнадежным, Кэмпбелл на следующий день начал переговоры о капитуляции. Условия капитуляции включали сдачу всей Британской Западной Флориды.

## Конец кампании
В 1782 году значительных операций не было, но борьба за отдельные владения в заливе продолжалась. 16 марта отец Бернардо Гальвеса, генерал-капитан Гватемалы Матиас Гальвес высадил с 3 кораблей отряд генерал-майора Хебриаса (исп. Gabriel Herbias) в 600 человек и после целого дня боя взял британский остров Роатан, у берегов Гондураса. В свою очередь англичане 23 августа отбили поселение Блэк-Ривер на Юкатане, в апреле оккупированное испанцами.
Но все эти действия не изменили главного результата. Западная Флорида перешла к испанцам.